# Charles Carpenter
Charles E. Carpenter (Chicago, 22 augustus 1912) - New York, oktober 1978) was een Amerikaanse jazzzanger, liedjesschrijver, arrangeur en muziekmanager.

## Biografie
Carpenter was vanaf 1931 zanger in het Earl Hines Orchestra. Met Hines en Louis Dunlap schreef hij in 1932 de song You Can Depend On Me, dat een veel opgenomen en uitgevoerde jazzstandard is geworden. Het werd opgenomen door onder andere Hines, Louis Armstrong, Chet Baker, het Count Basie Orchestra, Tony Bennett, Don Byas, Tommy Dorsey, Dexter Gordon, Brenda Lee, Oscar Peterson, Lester Young en Greetje Kauffeld (in de Duitse versie Ich bin immer für dich da). Andere liedjes van dit team waren Ev’rything Depends On You, When I Dream Of You en Ann, Wonderful One. Carpenter werkte tevens als arrangeur voor Gene Krupa (How 'Bout That Mess), met wie hij Bolero at the Savoy schreef. Met Henry Woode en Tommy Dorsey componeerde hij You Taught Me to Love Again, met Dunlop en Quinn Wilson Blue Because of You en met Jimmy Mundy A Lover Is Blue. 
In 1942 ging hij het leger in waar hij shows voor de troepen organiseerde en radio-uitzendingen produceerde. In maart 1945 kwam hij naar Duitsland. Vanaf het midden van de jaren 40 tot rond 1956/57 was hij manager van Lester Young.